# Marguerite de Valois-Angoulême
Pour les articles homonymes, voir Marguerite de Navarre et Marguerite d'Orléans.
Marguerite de Navarre, née Marguerite d'Angoulême (appelée aussi Marguerite de Valois-Angoulême) le 11 avril 1492 à Angoulême et morte le 21 décembre 1549 à Odos-en-Bigorre, est la sœur de François Ier. Duchesse d'Alençon par son premier mariage en 1509, elle est faite duchesse de Berry en 1517 par François Ier, et devient reine de Navarre par son second mariage en 1527. En 1528, elle donne naissance à Jeanne d'Albret, reine de Navarre en 1555 et mère d'Henri de Bourbon, futur Henri IV, roi de France et de Navarre.
Elle joue un rôle capital au cours de la première partie du XVIe siècle : elle exerce une influence profonde en diplomatie et manifeste un certain intérêt pour les idées nouvelles, encourageant les artistes tant à la cour de France, où elle protège notamment les écrivains Rabelais (qui lui adresse d'ailleurs un dizain au tout début du Tiers Livre, 1546) et Bonaventure des Périers, qu'à Nérac. Elle est aussi connue pour être une femme de lettres importante, surnommée la « dixième des muses », notamment pour son recueil de nouvelles connu aujourd'hui sous le titre L'Heptaméron. Les poètes de son temps l'appelaient « la perle des Valois ».

## Biographie

### L’enfance

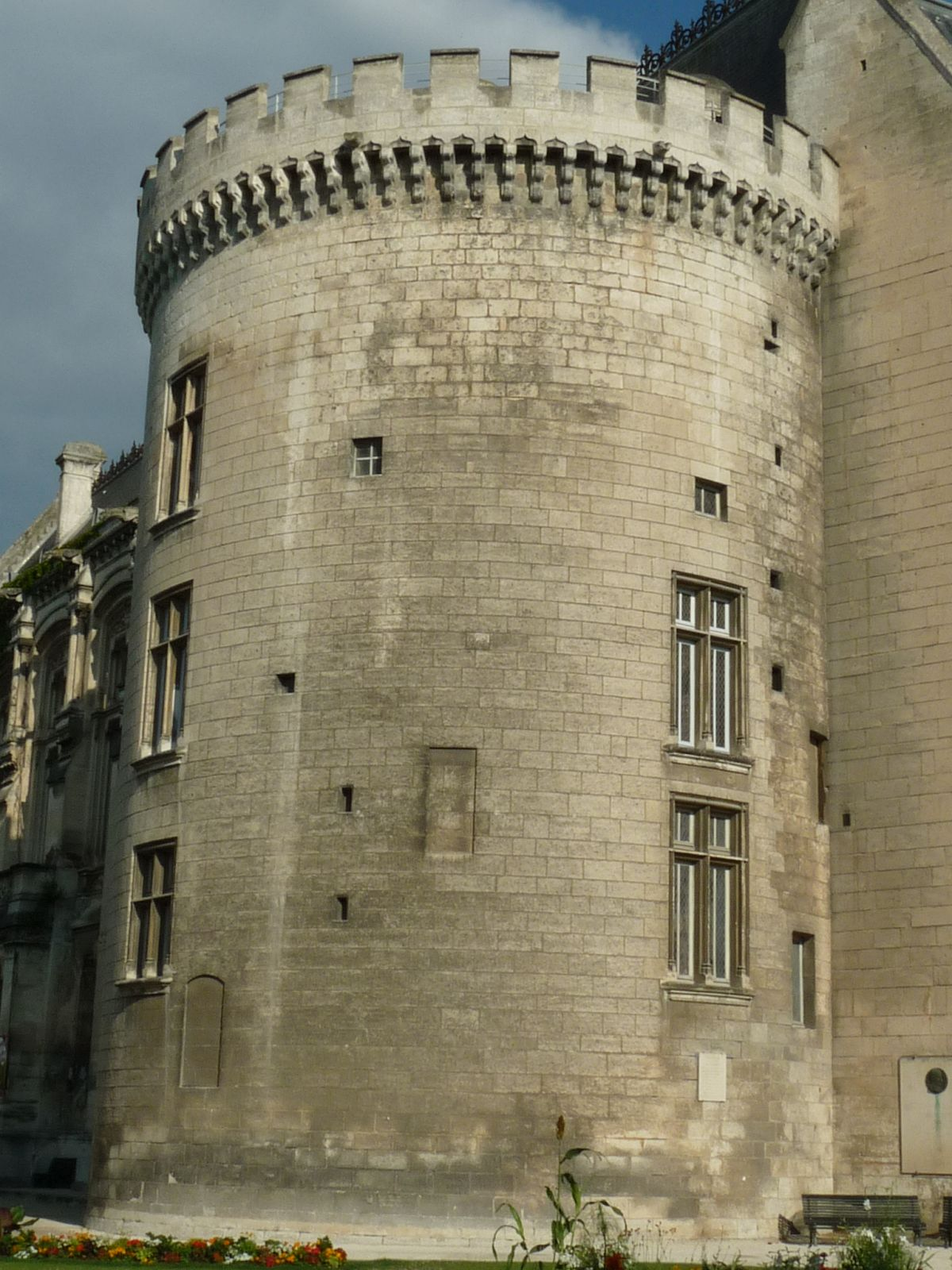
Tour de Marguerite de Valois à Angoulême, lieu de naissance.

Princesse de la première branche d'Orléans de la dynastie capétienne, elle est née le 11 avril 1492 à Angoulême. Fille de Charles d'Orléans, comte d'Angoulême (1459-1496) et de Louise de Savoie, née au château d'Angoulême, elle est l'aînée de deux ans du futur roi de France François Ier. Une  légende, issue de l'imagination populaire, veut que Louise de Savoie ait choisi le prénom de Marguerite (issu du grec Margaritês, « perle ») car, durant sa grossesse, prise par une envie d’huîtres, elle aurait avalé par mégarde une perle. Marguerite sera appelée « la Perle des Valois » par les poètes du royaume qui la considèrent comme leur protectrice, en référence à cette légende. Son baptême est célébré sans faste dans la chapelle du château.
Charles, son père, est en disgrâce sur son domaine après 1487 (« Ligue des Princes »). Il partage sa vie entre les plaisirs de seigneur et ceux de lettré jusqu'à sa mort en 1496. Sa mère, Louise, est toute attention pour son fils (auquel le futur saint François de Paule a prédit un destin de roi). Mais il faut reconnaître que « sa vocation à écrire et à méditer sera éveillée par les meilleurs maîtres, et confortée par cette femme cultivée dont les vertus d'éducatrice sont trop négligées par la plupart des biographes : sa mère. »

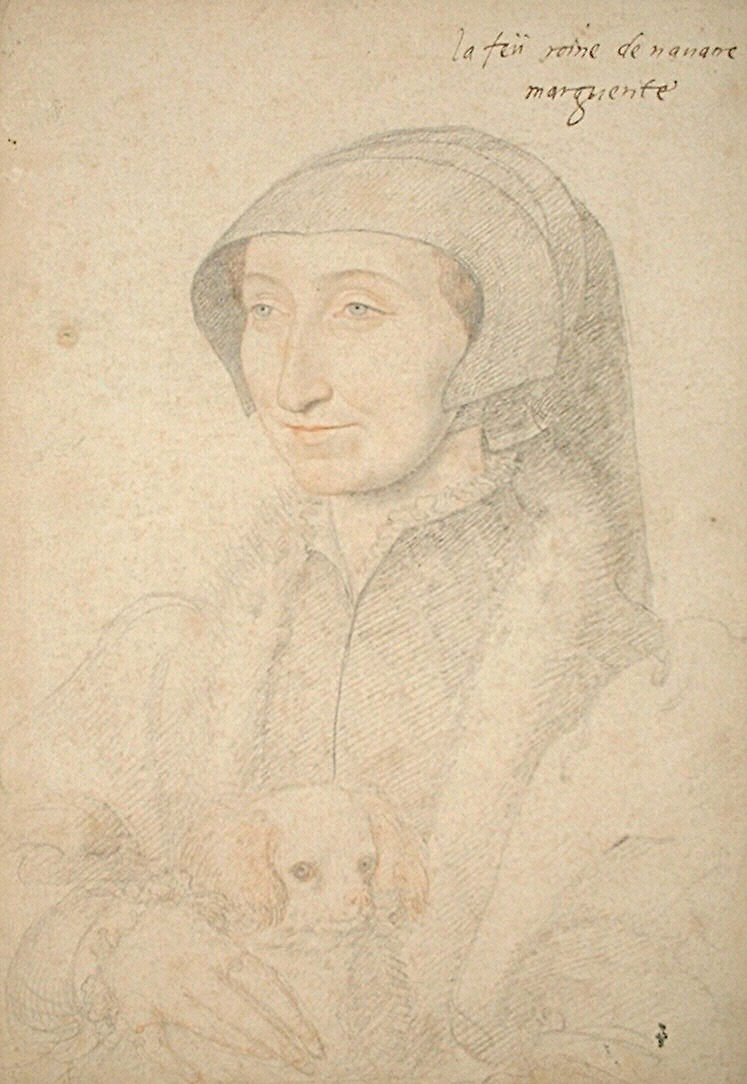
Marguerite de Navarre (dessin de Dumontier d'après le tableau de Clouet).

L'éducation des deux enfants est répartie entre plusieurs personnes : Blanche de Tournon comme « maîtresse des mœurs », François de Moulins de Rochefort (traité des « choses à connaître » avec miniatures et citations de Cicéron et Juvénal), et Robert Hurault s'occupe de la philosophie. Louise a pour devise Libris et liberis : son penchant pour les livres se retrouve chez Marguerite. La bibliothèque de Blois, ordonnée par Guillaume Budé, est riche des livres ramenés d'Italie par Charles VIII et Louis XII. La piété, des études solides, des jeux, des rires, un amour familial composent la jeunesse de Marguerite.

### Marguerite d'Alençon
Depuis ses huit ans, plusieurs propositions de mariage ont été faites par Louis XII ou des prétendants : le marquis de Montferrat, Arthur Tudor, prince de Galles, le duc d'York, frère du précédent, le duc de Calabre, fils du roi de Naples et le roi Christian II de Danemark.
Alors qu'un procès oppose les maisons d'Angoulême et d'Alençon, un mariage est proposé pour mettre fin au différend. Le 2 décembre 1509, à 17 ans, Marguerite épouse en premières noces le duc Charles IV d'Alençon. La vie au château des ducs d'Alençon ne fut certainement pas joyeuse « enfermée dans un sombre château médiéval, entre une belle-mère très pieuse, Marguerite de Lorraine-Vaudémont (qui sera béatifiée en 1921) et un mari illettré, d'esprit militaire. »
Entre 1515 et 1518, la situation matérielle de Marguerite s'améliore nettement : cadeaux du roi, bals, fêtes…  car son frère cadet, François de Valois-Angoulême, est monté sur le trône de France en 1515 (sous le nom de François Ier) à la mort de Louis XII. Marguerite remplace même dans les cérémonies officielles sa belle-sœur, la reine Claude, première épouse du roi, pendant la grossesse de celle-ci. Clément Marot, son valet de chambre, la décrit ainsi : « corps féminin, cœur d'homme, tête d'ange ».

#### L'engagement spirituel
De 1521 à 1524, la correspondance de Marguerite avec l'évêque de Meaux, Briçonnet, permet de mieux cerner l'évolution de sa spiritualité. Marguerite s'apprête à accepter la devotio moderna sans se laisser déraciner. « Comme le Cénacle de Meaux — Briçonnet, Arande et Roussel —, elle appartiendra bientôt à ces girondins de la Réforme, condamnés par les extrémistes des deux camps, les traditionalistes et les révolutionnaires. Elle restera prise entre l'arbre de l'obéissance et l'écorce de l'intolérance. »
En 1521, Lefèvre d'Étaples est secouru par le roi après la condamnation par la Sorbonne de son livre les Trois Maries. L'année suivante, Marguerite est suspectée d'hérésie après les Commentaires sur les quatre Évangiles du même auteur. En 1523, la Sorbonne profite des difficultés diplomatiques du roi pour s'attaquer au Cénacle. Les réformistes échappèrent aux poursuites grâce au Conseil du roi. L'année suivante, la paix entre la France et le Saint-Siège oblige Briçonnet à faire marche arrière et à dissoudre le Cénacle. Marguerite reçoit une aide morale chaleureuse de Briçonnet lors des deuils successifs qui la touchent. Elle montre aussi son acceptation du réformisme : certaines de leurs thèses se retrouvent dans sa première œuvre, Dialogue en forme de vision nocturne. L'influence de Meaux se fait sentir tout au long des années qui suivent.

#### Diplomate
En 1525, Marguerite, qui est à Lyon, apprend la défaite de Pavie. Son frère François Ier y est fait prisonnier. Quant à Charles IV d'Alençon, son époux, il a réussi à prendre la fuite après la bataille et à rejoindre Lyon, mais il meurt en avril 1525. Marguerite est désignée pour négocier avec l'empereur Charles Quint la libération du roi de France. Mais l’empereur et son chancelier, Mercurin de Gattinara, ne veulent pas entendre parler de rançon : ce qu'ils exigent, c’est la rétrocession de la Bourgogne, dont Charles Quint est théoriquement héritier par sa grand-mère. La mission de Marguerite échoue donc, mais elle a permis d'apporter au roi François Ier un précieux réconfort.

### La reine de Navarre
À la mort de son mari Charles IV d'Alençon, mariage sans postérité, elle hérite de ses titres de comte d'Armagnac et de Rodez et de duc d'Alençon. Le 24 janvier 1527, elle se remarie à Henri II d'Albret, roi de Navarre, au château de Saint-Germain-en-Laye. Elle est donc reine, mais d'un royaume de Navarre amputé de sa partie sud, située au-delà des Pyrénées, que son puissant voisin espagnol Ferdinand II d'Aragon a annexée en 1512. Elle accouche en 1528 d'une fille, Jeanne d'Albret, qui sera l'avant-dernière reine de Navarre et la mère du futur Henri IV.
Marguerite entre dans une période de deuils : en 1530, son fils Jean a six mois lorsqu'il décède; en 1531 elle perd sa mère, Louise de Savoie.
Les antagonismes religieux s'accroissent : la Sorbonne réagit au prêche de Gérard Roussel, un protégé de Marguerite, en condamnant Le Miroir de l'âme pécheresse. En 1534, l'affaire des Placards amène le roi, son propre frère, à sévir contre les réformateurs que Marguerite protège. Par prudence, elle regagne alors ses États du sud-ouest puis parcourt le midi de la France.
Marguerite tente la voie de la conciliation avec l'empereur Charles Quint pour récupérer ses territoires au sud des Pyrénées : les conférences se succèdent à Nice et à Aigues-Mortes, les gestes de bonne volonté, les projets d'union de la petite Jeanne avec le petit infant Philippe. C'est un échec, tout comme son opposition au puissant connétable de France, Anne de Montmorency.

### La «Marguerite des Marguerites»

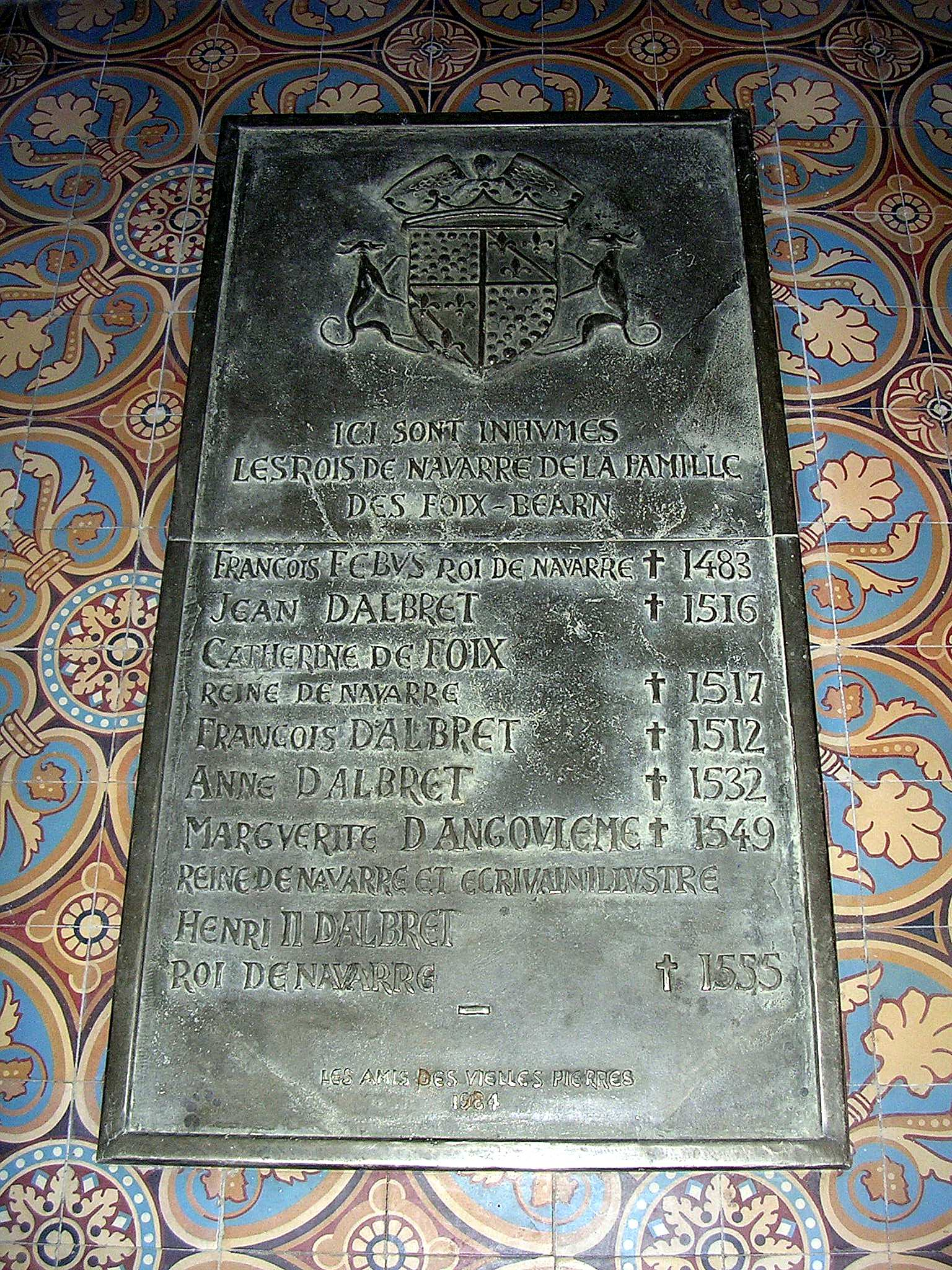
Tombe des rois de Navarre dans l'ancienne cathédrale de Lescar, où Marguerite d'Angoulême est inhumée.

Marguerite, au fur et à mesure que son influence politique décline, voit son rôle de protectrice des lettres augmenter. On peut en juger par le nombre croissant d'auteurs qui lui dédicacent des œuvres : Nicolas Bourbon, Jean Salmon, Paul Paradis, Étienne Dolet, Vauzelles, Hugues Salel, Niccolò Martelli, Mathieu Bandello, l'Arétin, Rabelais (Le Tiers Livre), Luigi Alamanni.
Dès la fin 1542, elle retourne sur ses terres : elle fait de Mont-de-Marsan son « ermitage », lieu de retraite et de recueillement. Elle y partage son temps entre la composition de l'Heptaméron et les responsabilités du pouvoir en l'absence de son mari. Un retour au Louvre à partir de janvier 1545 : elle a à assumer les décès du troisième fils du roi puis celui de son frère, François Ier, qui meurt en 1547. Le fils de François Ier, Henri II monte sur le trône. Marguerite se retire du monde pendant quatre mois au prieuré de Tusson.
En 1548, sa fille Jeanne, après bien des péripéties, se marie avec Antoine de Bourbon-Vendôme. Marguerite a tout tenté pour éviter cette union. Elle retrouve le Béarn pour quelques mois et s'essaie aux bienfaits du thermalisme à Cauterets.
Elle meurt à 57 ans le 21 décembre 1549 d'une inflammation des poumons due au froid de la nuit dans son parc d'Odos. Selon le chroniqueur Brantôme, qui écrit entre 1590 et 1610 : « Ceste reyne prist sa maladye en regardant une comète qui paroyssoyt ».
La reine meurt seule, son mari arrive trop tard. Les obsèques sont célébrées le 10 février 1550 en la cathédrale de Lescar, nécropole des rois de Navarre.

## Son œuvre littéraire

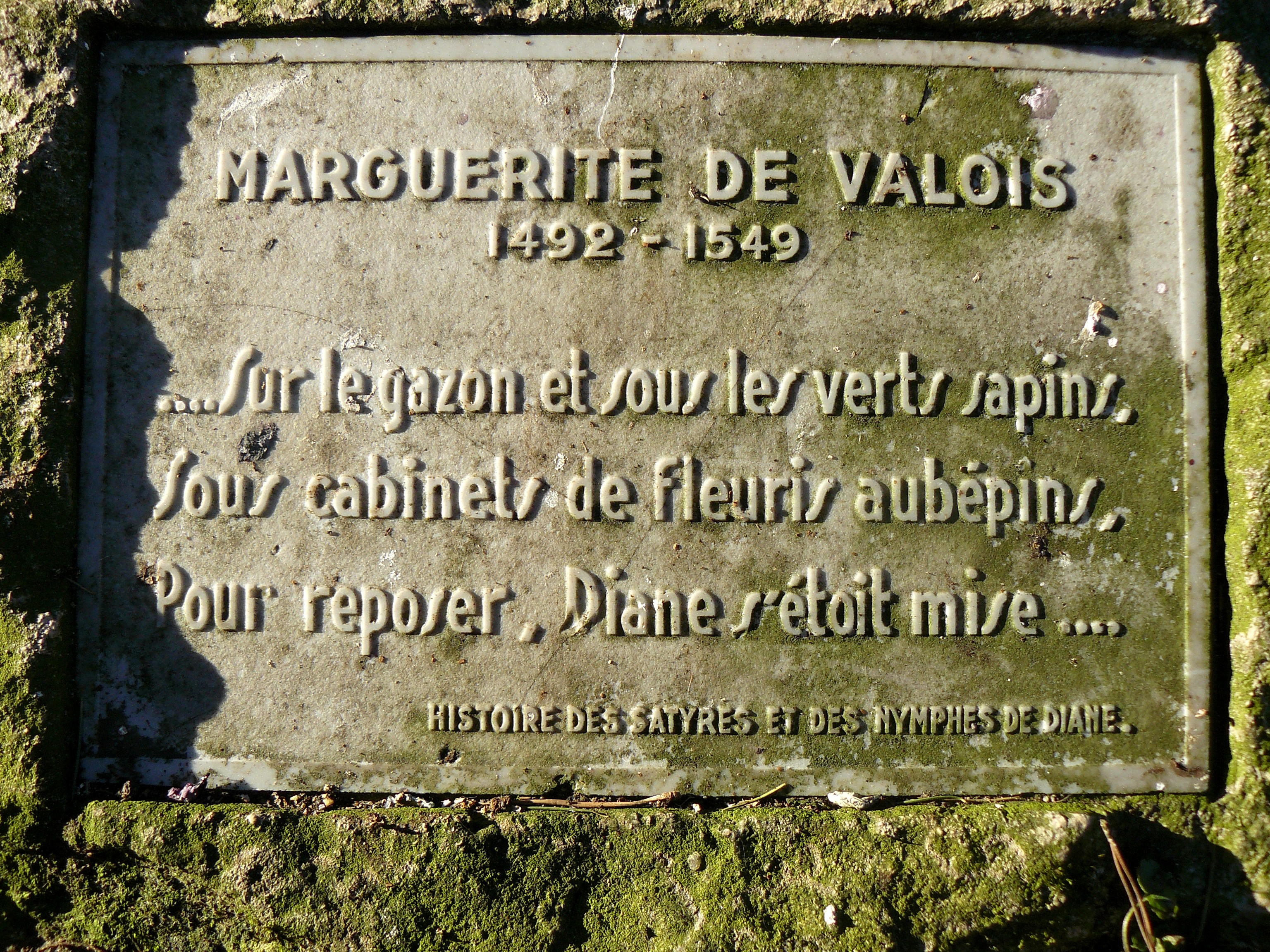
Vers de Marguerite de Valois (Marguerite de Navarre) (Jardin des Poètes, Paris).

Avant la trentaine, Marguerite ne se distingue guère par sa production littéraire : elle écrit comme son père, sa mère, son frère ou les gens de cour l'ont fait.
- Le Dialogue en forme de vision nocturne

Il paraît en 1524. « Entourée de rhétoriqueurs, férue de Pétrarque mais aussi de ses descendants dégénérés, assez cultivée pour citer, démarquer ou dépendre, mais pas assez pour transcender le fouillis de ses lectures, Marguerite en appelle à Dieu dès le Dialogue  ».
 Les deuils (rappelons pour mémoire, sa tante Philiberte de Savoie, Claude la reine de France, sa nièce Charlotte) vont être le sujet du livre : 1260 vers construits sur la terza rima et qu'il faut lire à haute voix. Le thème est le suivant : l'âme de Charlotte converse avec sa tante éplorée. Méditation sur la mort, accession au salut éternel, rôle de la foi sont au centre de la discussion. La tonalité générale peut se résumer ainsi : amour plutôt que crainte de Dieu. Que faut-il penser de cette œuvre ? « L'exécution a trahi l'inspiration, et la forme l'idée ».
Je vous prie que ces fâcheux débats

D'arbitre franc et libertés laissés

Aux grands docteurs qui l'ayant ne l'ont pas.

D'inventions ont leurs cœurs si pressés

Que vérité n'y peut trouver sa place

Tant que soient leurs plaidoiries cessées.

Mais quant à vous, quoi qu'on vous dise ou fasse

Soyez sûre qu'en liberté vous êtes

Si vous avez de Dieu l'amour et grâce
— Le Dialogue en forme de vision nocturne, vers 925 à 933
- Le Miroir de l’âme pécheresse

Il semble que le texte ait été composé entre 1527 et 1529. Le titre renvoie à de nombreux auteurs depuis Ovide jusqu'à Caxton en passant par Vincent de Beauvais et quelques autres. Le poème de 1434 vers décasyllabiques à rimes plates a pour thème l'examen de conscience en présence de Dieu. C'est son lyrisme qui est nouveau, la « volonté de montrer les mouvements de son âme » également.
Bien sens en moi que j'en ai la racine

Et au-dehors ne vois effet ni signe

Qui ne soit tout branche, fleur feuille et fruit

Que tout autour de moi elle produit.

Si je cuyde regarder pour le mieux

Me vient fermer une branche les yeux.

Tombe en ma bouche, alors que veux parler

Le fruit par trop amer à avaler
— Le Miroir de l’âme pécheresse, vers 13 à 20
- Les Marguerites de la Marguerite des princesses

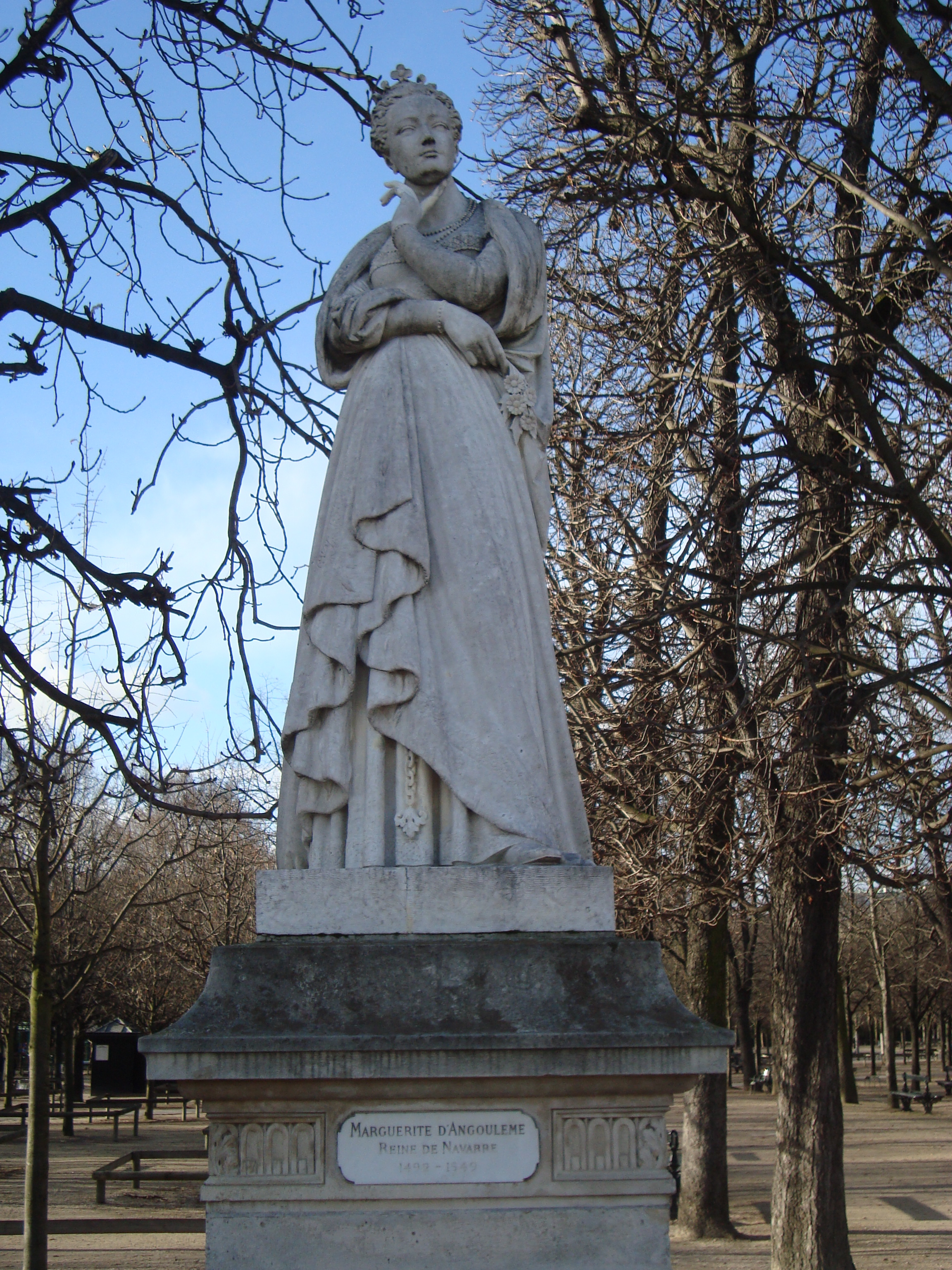
Statue de Marguerite d'Angoulême dans la série des Reines de France et Femmes illustres du jardin du Luxembourg à Paris.

La publication en 1531 et 1533 montre une reine qui veut prendre position contre l'intolérance.
- Les Chansons spirituelles

Elles figurent dans les Marguerites de 1547. Il est communément admis qu'elles ont été composées entre 1535 et 1547.
- La Comédie de la nativité de notre seigneur Jésus-Christ (vers 1530)

Marguerite suit la trame des drames liturgiques et le « texte est austère, sans recherche des respirations de fantaisie… Marie et Joseph se rendent tout de suite à Bethléem et demandent asile en vain… L'enfant naît, le chœur des anges chante sa gloire. La pièce se poursuit par la bergerie attendue. Mais voici Satan en personne qui vient tenter les pasteurs. La bergère Dorothée lui rive son clou, refusant ses belles offres… Dieu le Père en personne (…) vient conclure la comédie et ordonne aux anges de chanter le finale ».
- La Comédie de l’adoration des trois rois (vers 1530)

« Dieu dialogue d'abord avec des figures allégoriques dans la tradition rhétoricienne : Philosophie, Tribulation, Inspiration, Intelligence divine. Les anges chantent ensuite, et Gaspard, Melchior et Balthazar engagent avec des allégories un dialogue édifiant. Hérode cependant reçoit de ses docteurs le conseil de tuer l'enfant dangereux pour sa gloire. Les mages n'en ont cure et vont adorer Jésus en sa crèche. Dieu, qui menait le début du jeu, conclut en ordonnant les chœurs angéliques ».
- La Comédie des innocents (vers 1530)

« Dieu commande à ses cohortes célestes d'avertir la sainte famille : Hérode va massacrer les nouveau-nés. Les anges portent la nouvelle et Joseph presse Marie de partir. Elle déclare que Dieu l'encourage (…) nous assistons ensuite à la quête des enfants à massacrer par les tyrans au service d'Hérode, et au chant de mort de Rachel, qui a de beaux accents. Dieu et les anges commentent le massacre, louant au passage tout innocent persécuté. Les âmes des enfants chantent pour finir leur bonheur d'avoir quitté la terre ingrate pour le Paradis ».
- La Comédie du désert (vers 1530)

« Joseph, dans un pays aride, prie Dieu de lui assurer la subsistance des siens. Dieu dialogue ensuite avec les allégories de Contemplation, Mémoire, Consolation. Les anges interviennent, et Marie demande de pourvoir les siens (…) Les anges commandent alors aux arbres secs de porter des fruits, au miel de couler, aux serpents de se cacher. Vient ensuite un long dialogue-monologue de Marie parlant à Mémoire, exaltant la parole des Livres saints. Les anges chantent. Le touchant Joseph se rassure aux paroles de son épouse (…) Le jeu finit par un choral des anges ».
- Le Triomphe de l'Agneau
- La Complainte pour un détenu prisonnier
- La Fable du Faux Cuyder

Le cadre est tiré d'une églogue de Jacopo Sannazaro. Marguerite en profite pour montrer la vanité du désir et les méfaits de l'orgueil. Le mètre choisi est le décasyllabe à rime plate.
Ce rien, lequel hors de tout faut vider

N'est plus qu'un vain menteur, et Faux Cuyder

Lequel produit un dépravé désir

Dessous l'espoir d'un inconnu plaisir.
— La Fable du Faux Cuyder
- Le Malade, farce écrite en 1535-1536. Le malade, inquiet, fait l'objet de critiques, puis sa femme lui propose des remèdes comme « la dent de sanglier » ou « cinq germes d'œuf ». Le médecin, sûr de son savoir, propose… une saignée. Seule la chambrière, femme de bon sens, proposera d'en appeler à Dieu. Et la foi sauve le pauvre homme.

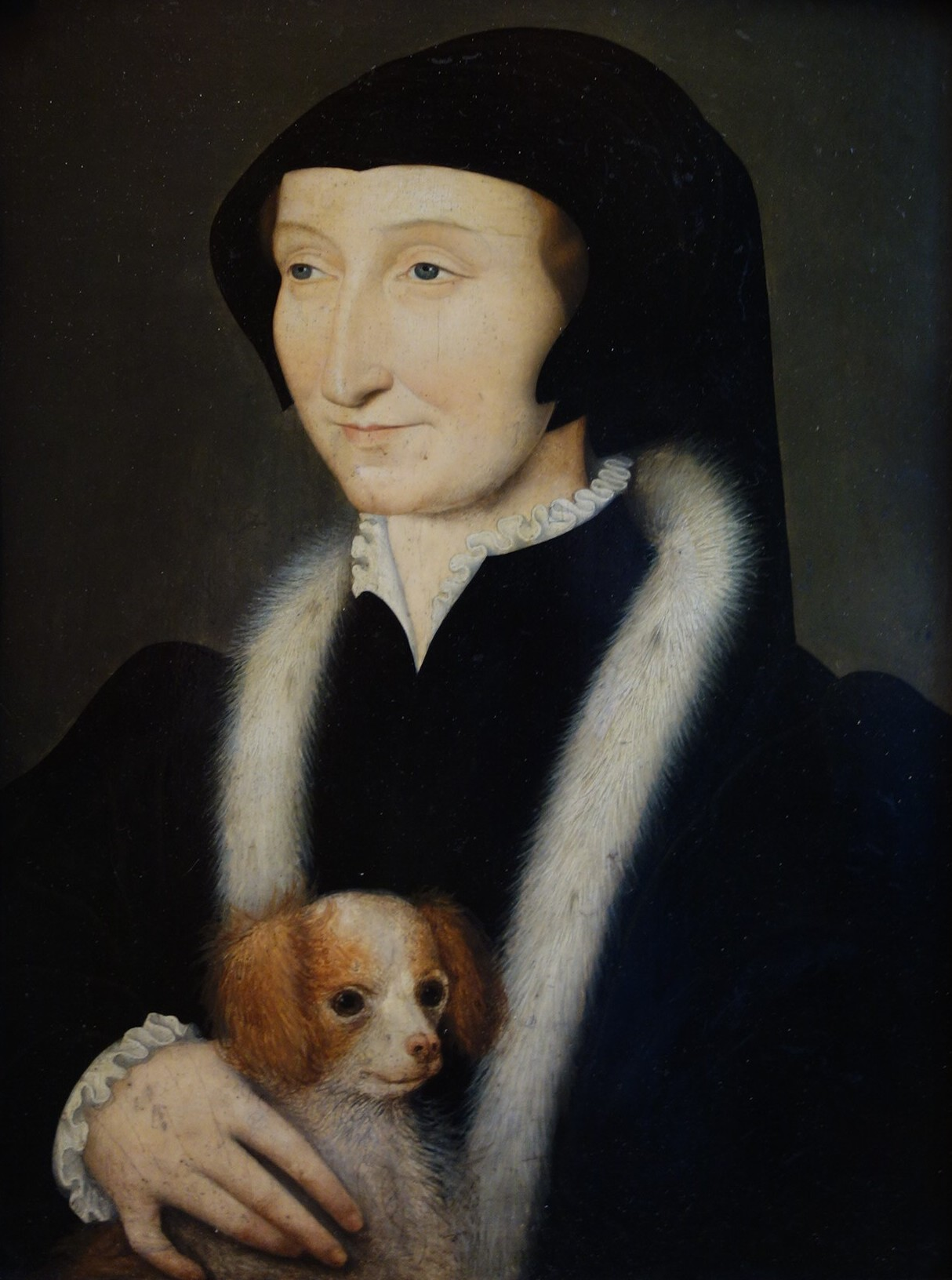
Portrait au petit chien de Marguerite d'Angoulême, reine de Navarre (vers 1544)

- Portrait au petit chien de Marguerite d'Angoulême, reine de Navarre (vers 1544)L'Inquisiteur, farce écrite vers 1536. Le personnage est fanatique et bête :

Toujours leur faut alléguer l'Écriture

Dont ils me font soutenir peine mainte

Car je n'en fis jamais bonne lecture.
Au cours d'une promenade il rencontre quatre gamins qui lui tiennent tête et qui lui chantent le psaume III de David. L'inquisiteur est touché et finit par danser avec les enfants.
Dans ces deux pièces, « … la voici vivante parmi les vivants, sachant moquer malades, médecins, bonnes femmes dans Le Malade, tourner au noir un inquisiteur forcené pour le laisser ensuite attendrir, humaniser par des enfants ». Deux pièces qui sont en accord avec la tonalité du Portrait au petit chien attribué à François Clouet.
- Trop, Prou, Peu, Moins, farce écrite avant 1547, met en scène quatre personnages allégoriques, Trop et Prou, représentants du pouvoir et des richesses matérielles, et Peu et Moins, miséreux mais heureux, car riches de biens spirituels. Honteux de leurs longues oreilles, Trop et Prou s'étonnent du plaisir que ressentent Peu et Moins à exhiber ainsi leurs cornes…

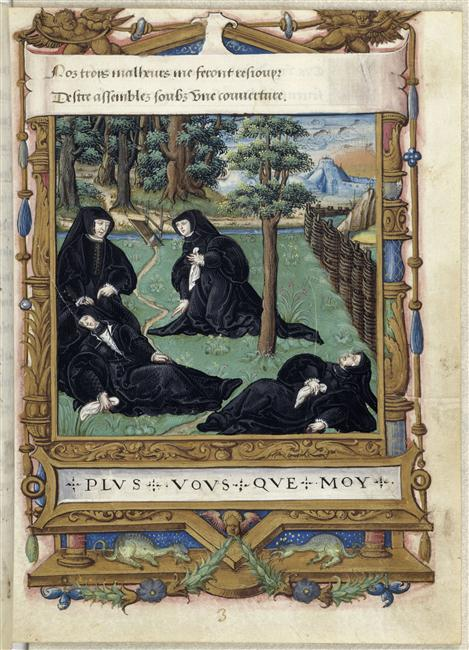
La Coche ou le débat d'amour, manuscrit enluminé par le Maître de François de Rohan vers 1542, musée Condé, Chantilly.

- La Coche (1541). Le thème en est ancien et dès les premiers vers, Marguerite reconnaît ses sources : Pensai en moi que c'était un sujet

Digne d'avoir un Alain Charretier

Pour les servir comme elles ont mestier

Trois dames discutent de l'amour en présence de la reine ; on est dans les débats inspirés de la fin'amor. « La première a été abandonnée par son amant. La seconde est bien près de l'être, mais se trouve de plus courtisée par l'amant de la première. Quant à la troisième, pour ne pas briser l'amitié qui l'unit à ses deux amies malheureuses, elle va rompre avec celui qui l'aime parfaitement. »
- La Comédie des Quatre Femmes (février 1542). La représentation a lieu en pleine « querelle des Amies ». Elle oppose l'œuvre de Bertrand de La Borderie intitulée L'Amie de Cour au livre d'Antoine Héroët, La Parfaite Amye de Cour. Ce dernier est un protégé de la Reine de Navarre.

Deux filles et deux femmes définissent leur conception de l'amour : « L'une refuse d'aimer pour rester libre. La seconde lui répond que l'amour seul donne la liberté. La première femme, fidèle à son mari, est pourtant en proie à sa jalousie. La seconde est jalouse, car son mari en aime une autre. » Une vieille femme, ayant été libre vingt ans et ayant aimé vingt ans, sera la voix de la sagesse. Seule, l'arrivée d'un vieillard et de quatre jeunes hommes permettra aux débats de se conclure.
Or, dansons sans plus y penser :

Vous verrez leur orgueil rabattre.
- La Navire, écrite à Tusson en 1547, a pour sous-titre Consolation du roi François Ier à sa sœur Marguerite. « Dès ce moment s'établit entre le mort délivré et la vivante captive un dialogue où l'on a trop cherché - et trouvé - les réminiscences mêlées, parfois contradictoires de saint Paul interprété par les réformistes, de Platon revu par Cuse, corrigé par Ficin, du fabrisme surtout, dont semblent demeurer les leçons premières. Cette étude au fond de chaque racine oublie le feuillage de l'arbre, c'est-à-dire la beauté touchante du poème. »[9]

Mais fort'amour le corps me vient contraindre

À regretter, à pleurer, à crier

Et le dehors ne peut le dedans feindre.
- La Comédie sur le trépas du roi date de fin 1547. « Pan sera donc le maître perdu de la bergère Amarissime… Le berger Agapy partage sa douleur extrême… Auprès d'eux Securus… modère leurs transports. Paraît le souverain consolateur, Paraclesis »[9]. L'intérêt peut se trouver dans le jeu sur les identités des personnages et surtout dans la complainte à plusieurs voix.

- Les Prisons

Le thème est le suivant : « un gentilhomme se délivre tour à tour des prisons qui l'enserrent pour gagner enfin la vraie liberté ». Dans le livre I ce sont les liens d'amour qui sont évoqués. Au cours du livre II notre prisonnier, qui est devenu mondain, se heurte à l'Ambition, l'Avarice et la Concupiscence. Dans le livre III, la prison est la science et notre homme découvre le cuyder. Tout s'écroule lorsque la prise de conscience permet le ravissement de l'âme en Dieu.
- La Comédie de Mont-de-Marsan, datée du Mardi-Gras 1548[22]. Quatre femmes ayant pour nom : la Ravie de l'amour de Dieu, la Mondaine,la Superstitieuse et la Sage. La Mondaine et la Superstitieuse se disputent quant à leurs mérites ; la Sage intervient pour clarifier le débat. Mais une bergère vient affirmer que son Ami vaut mieux que richesse, science et sagesse.

Et ta lumière

Qui en moi sera toute entière

Comme toi me fera légère

Tu l'as fait et je t'en mercie

Voilà l'état de la bergère

Qui suivant d'amour la bannière

D'autre chose ne se soucie
- L’Heptaméron, recueil de 72 nouvelles racontées en 7 jours[23].

### Éditions des œuvres

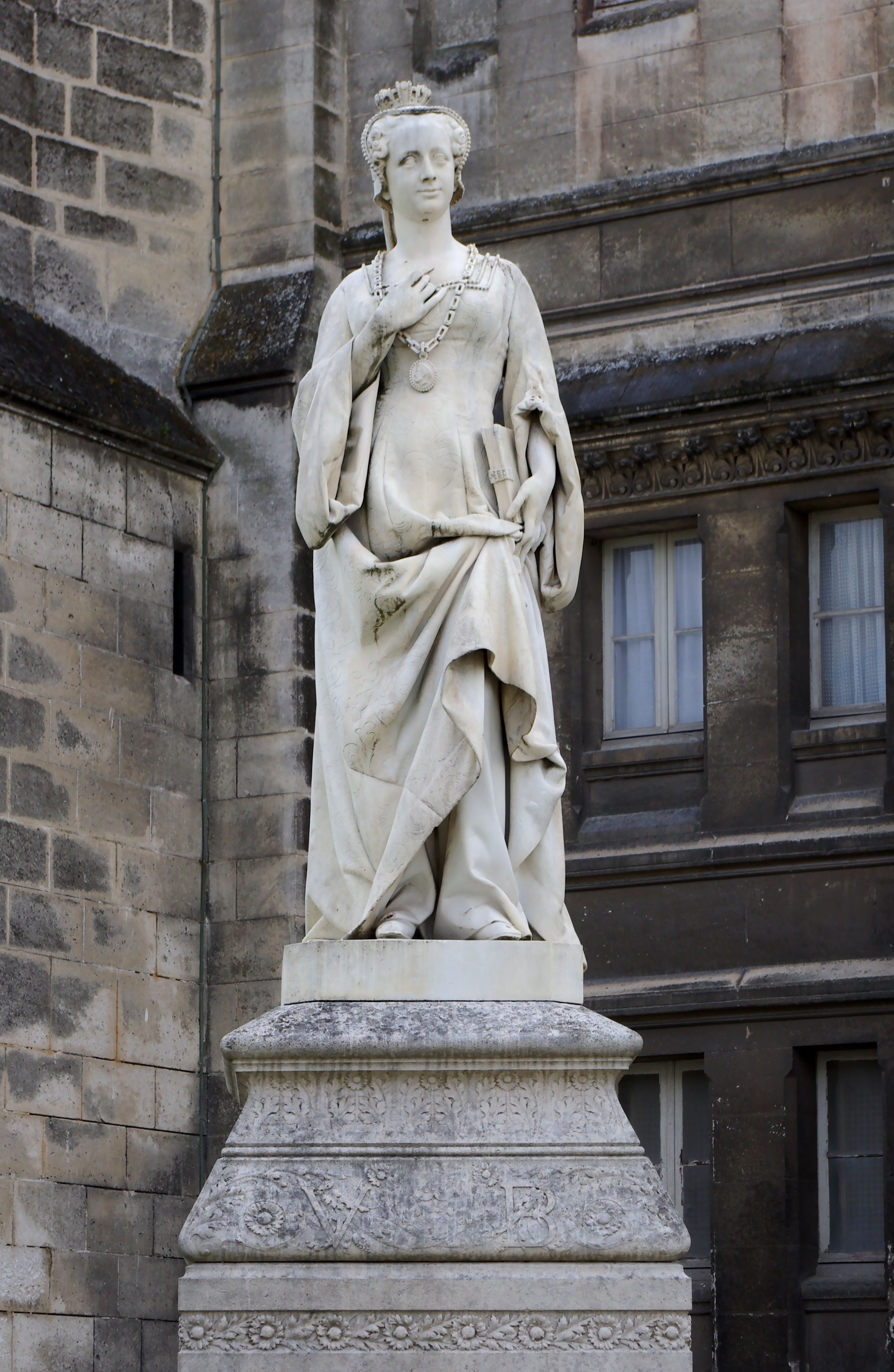
Marguerite de Navarre par Jacques Badiou de la Tronchère (1826-1888). Jardins de l'hôtel de ville d'Angoulême.

#### L'Heptaméron
- Édition Antoine Le Roux de Lincy, Paris, Lahure, Société des bibliophiles, 1853-1854, 3 vol.
- Édition F. Franck, Paris, Liseux, 1879, 3 vol.
- Édition Michel François, Paris, Garnier, 1950; plusieurs retirages: Ms B.N. fr. 1512.
- Édition Yves Le Hir : Nouvelles, Grenoble, PUF, 1967 : Ms B.N. fr. 1524.
- Edition de Baniyan, Boulouris, ill. J. Gradassi, 1970.
- Édition Simone de Reyff, Paris, Flammarion, « G. F. », 1982.
- Édition R. Salminen, Annales Academiae Scientiarum Fennicae, Helsinki, 1991 : Ms B.N.fr.1552.
- Édition Nicole Cazauran, Paris, Gallimard, « Folio », 2000.

#### Poésie et théâtre
- La Coche, éd. R. Marichal, Genève, Droz, 1971
- Chansons spirituelles, éd. G. Dottin, Genève, Droz, 1971
- Comédie de la Nativité de Jésus-Christ, éd. P. Jourda, Paris, 1939
- Comédies…, F. E. Schneegans, Bibliotheca romanica, Strasbourg, 1924
- Les dernières poésies…, publié par A. Lefranc, Paris, A.Colin, 1896
- Dialogue en forme de vision nocturne, éd. Renja Salminen, Annales Academiae Scientiarum Fennicae, Helsinki, 1985
- Miroir de Jhesus Christ crucifié, éd. Lucia Fontanella, Alessandria, Edizioni dell'Orso, 1984
- Le Miroir de l'âme pécheresse, éd. J. L. Allaire, Munich, Fink, 1972
- La Navire ou consolation du roi François Ier à sa sœur Marguerite, éd. R. Marichal, Paris, Champion, 1956
- Oraison à nostre seigneur Jésus Christ, éd. Renja Salminen, Annales Academiae Scientiarum Fennicae, Sér. B, t. 215, Helsinki, 1981
- Les Prisons, éd. Simone Glasson, Genève, Droz, 1978
- Théâtre profane, V. L. Saulnier, Paris, Droz, 1946
- Théâtre de Marguerite de Navarre, Nancy Erickson Bouzrara et Catherine Masson, en collab. avec Aurore Évain (éd.), in A. Évain, P. Gethner, H. Goldwyn (dir.), Théâtre de femmes de l'Ancien Régime, vol. 1, XVIe siècle, Saint-Étienne, Publications de l'Université, 2006 [orth. et ponctuation modernisées, format poche].

Édition (en cours) des œuvres complètes
- Marguerite de Navarre : Œuvres complètes, sous la direction de Nicole Cazauran. Honoré Champion, Paris 2001 ff. (édition critique).

Parues à ce jour :
- Tome I : Pater Noster et Petit Œuvre dévot, éd. par Sabine Lardon, 2001,  (ISBN 2-7453-0293-0)
- Tome III : Le Triomphe de l’Agneau, éd. par Simone de Reyff, 2001,  (ISBN 2-7453-0576-X)
- Tome IV : Théâtre, éd. par Geneviève Hasenohr, Olivier Millet, 2002,  (ISBN 2-7453-0705-3)
- Tome V : L’Histoire des Satyres, et Nymphes de Dyane. Les Quatre Dames et les quatre Gentilzhommes. La Coche, éd. par André Gendre, Loris Petris, Simone de Reyff, 2012,  (ISBN 978-2-7453-2390-3)
- Tome VIII : Chrétiens et mondains, poèmes épars, éd. par Richard Cooper, 2007,  (ISBN 978-2-7453-1572-4)
- Tome IX : La Complainte pour un detenu prisonnier et les Chansons spirituelles, éd. par Michèle Clément, 2001,  (ISBN 2-7453-0294-9)
- Tome X (en trois volumes) : Vol. 3 : L’Heptaméron, éd. par Nicole Cazauran, Sylvie Lefèvre, 2013,  (ISBN 978-2-7453-2483-2)
- Tome XI : Les Prisons suivi de La Navire, éd. par Jean Lecointe et Simone de Reyff, 2023, (ISBN 978-2-7453-5996-4)

### Textes en ligne
- La Fable du Faux Cuyder sur Gallica
- La Coche sur Gallica
- Lettres sur Gallica
- Les dernières poésies sur Gallica
- Poésies inédites de Catherine de Médicis sur Gallica